# 정미숙
정미숙(鄭美淑, 1962년 12월 25일~)은 대한민국의 성우로, 1984년 한국방송 성우극회 공채 19기로 입사했다.

## 출연 작품
굵은 글씨 메인 캐릭터.

### 텔레비전 애니메이션
- 바이오캅 윙고 (MBC) - 리나
- 개구리 중사 케로로 (투니버스) - 강한별
- 구슬대전 배틀 비드맨 (KBS) - 강토
- 천하통일 파이어비드맨 (KBS) - 강토
- 꼬마양 삼총사 (KBS) - 에나
- 다오배찌 붐힐대소동 (KBS) - 다오
- 달의 요정 세일러문 (대원방송, KBS2) - 리타 (키노 마코토)/세일러 쥬피터
- 드래곤볼 Z (SBS) - 손오반
- 디지몬 어드벤처 (KBS) - 신태일, 포요몬, 토코몬, 파닥몬, 엔젤몬, 레이디데블몬, 한솔의 어머니
- 디지몬 크로스워즈 (대원방송) - 신태일
- 디지몬 어드벤처: (대원방송) - 신태일
- 딸기 마시마로 (애니맥스) - 마츠오카 미우
- 란마 1/2 (비디오판) - 샴푸, 주두나
- 러브 콤플렉스 (애니맥스) - 고이즈미 리사
- 구슬동자 (SBS) - 레드봉
  - 빅토리 구슬동자 (SBS) - 레드봉
- 천공전사 젠키 (VIDEO) - 다슬
- 리리카 SOS (KBS) - 리리카
- 초롱이의 옛날여행 (KBS) - 유관순
- 사이버탐험대 쟈니퀘스트 (KBS) - 제시
- 산타마을 친구들 (EBS) - 소렌
- 샤먼킹 (애니원) - 아사쿠라 하오
- 소녀왕국 표류기 (애니맥스) - 스즈
- 수호요정 미셸 (KBS) - 킴
- 스타 워즈: 클론 전쟁 (카툰네트워크) - 아미달라, 파드메
- 스피드왕 번개 (SBS) - 조아라
- 슬레이어즈 (투니버스) - 리나 인버스
  - 슬레이어즈 TRY (투니버스) - 리나 인버스
  - 슬레이어즈 리턴 (애니박스) - 리나 인버스
  - 슬레이어즈 고저스 (애니박스) - 리나 인버스
  - 슬레이어즈 프리미엄 (애니박스) - 리나 인버스
- 슬램덩크 (비디오판) - 채소연
- 아장닷컴 (KBS) - 아장
- 에어마스터 (투니버스) - 마키 엄마 / 산파기타 카이
- 엘리먼트 헌터 (KBS) - 렌
- 엘르멘탈 제라드 (투니버스) - 시스카
- 올림포스 가디언 (SBS) - 페르세포네, 메두사
- 우주소년 아톰 (SBS) - 아톰
- 와글와글 꼬꼬맘 (KBS) - 꼬꼬맘
- 마법기사 레이어스 (SBS) - 써니 레드
- 원피스 (KBS) - 나미 , 몽키 D. 루피(아역) , 세토 @ 현재
- 원피스 Original (챔프) - 나미 , 몽키 D. 루피(아역)
- 원피스 (투니버스) - 나미 , 몽키 D. 루피(아역)
- 이누야샤 (애니원, 투니버스, 애니박스) - 유가영
- 장금이의 꿈 (MBC) - 서장금
- 전설의 마법 쿠루쿠루 (MBC) - 코코리
- 제트레인저 (KBS) - 신나영(제트레인저 4호)
- 체포하겠어! (투니버스) - 노한나
- 카논 리메이크(애니맥스) - 미나세 나유키
- 카우보이 비밥 (투니버스) - 페이 발렌타인
- 캡틴 테일러 (SBS, 투니버스) - 헤레나(투니버스)
- 탑블레이드 (SBS) - 강민
- 파워 디지몬(KBS) - 홍예지, 신태일, 포요몬 - 토코몬 - 파닥몬 - 엔젤몬 - 홀리엔젤몬, 페가수스몬, 토우몬
- 포켓몬스터 DP (SBS) - 나빛나 (2007년 9월 ~ 2011년 1월), 영원시티 여경, 핑복, 난천, 제이(나중)
- 포트리스 (애니메이션) (SBS) - 카르마
- 페이트 스테이 나이트 (애니맥스) - 토오사카 린
- 허니와 클로버 (애니맥스)- 하나모토 하구미, 타케모토 유타의 어머니
- 베리베리 뮤우뮤우 (SBS) - 홍베리
- 빛의 전사 프리큐어 (SBS) - 묵하람=큐어 블랙
- 사랑의 천사 웨딩피치 (SBS) - 포타모스
- 신데렐라 (KBS) - 신데렐라
- 신의 괴도 잔느 (투니버스) - 나예리=잔느
- 아따아따 (투니버스) - 나단비
- 아바타 - 아앙의 전설 (니켈로디언) - 카타라
- 피타텐 (투니버스) - 미샤
- 울트라 매니악 (애니맥스) - 사쿠라 니나
- 무적캡틴 사우루스 (KBS) - 강태양
- 나나 (애니원) - 고마츠 나나
- 티니 와일드 (KBS) - 티니
- 광속사이버 (VIDEO) - 정미래
- 부메랑 파이터 (MBC) - 아무르
- 내일은 월드컵 (SBS) - 이희주
- 오즈 탐험대 (SBS) - 도로시
- 마법사의 아들 코리 (KBS1)
- 틴 타이탄 (SBS, 카툰네트워크) - 스타파이어
- 부탁해 마이 멜로디 (SBS) - 한소리
- 배트맨 (SBS) - 캣우먼
- 배트맨(특선) (SBS) - 바바라 고든 / 배트걸
- 꼬마탐정 가제트 (KBS) - 꼬마 가제트
- 무지개요정 통통 (KBS) - 에메랄드
- 기파이터 태랑 (MBC) - 태랑
- 달려라 부메랑 (VIDEO) - 왕깜찍 아나운서
- 핑구 (VIDEO) - 핑가
- 왈가닥 작은 아씨 (KBS) - 네트 브레이크, 테디베어, 네드
- 아쿠아키즈 (SBS) - 헤미
- 재키 찬 어드벤처 (KBS, 애니맥스) - 제이드
- 큐빅스 (SBS) - 헤라
- 로보짱 큐빅스 (KBS) - 헤라
- 귀여운 쪼꼬미 (MBC) - 곰비
- 아깨비의 과학여행 (KBS) - 뽀뽀
- 크리스탈요정 지스쿼드 (SBS) - 채니
- 접지전사 (SBS) - 정여린 / 광룡 / 메이메이 / 정여린 엄마
- 해파리 공주 (챔프) - 츠키미
- 울트라 탐험대 (SBS) - 또리
- 치키치카 폼폼이 (KBS) - 폼폼이
- 몬타나 존스 (MBC) - 모니카
- 매기와 환상의 나라로 (KBS) - 매기
- 붕붕차차 (KBS) - 쥬
- 궁금해요 핑퐁 (KBS) - 퐁
- 셰익스피어 명작만화 뜻대로 하세요 (SBS) - 로잘린느 / 오드리
- 무카무카 파라다이스 (KBS) - 우르우르
- 팬다와 친구들의 모험 (투니버스) - 파멜라
- 무한의 리바이어스 (애니원) - 유새롬
- 천사가 될거야 (애니원) - 노엘
- 메다로트 (챔프) - 한슬기
- 흑신 (애니박스) - 시시가미 쿠로
- 쥐라기 월드컵 (KBS) - 마리아나 공주 / 쥐돌이
- 트리팡 파이터 (MBC) - 미까
- 닌자의 왕 (애니맥스) - 시미즈 라이메
- 요괴인간 (애니맥스) - 히나타 키라 / 뉴스 기자 / 간호사 3 / 사라 / 시민 1 / 미츠키 / 여학생 1 / 초등학생 소녀 / 유우의 어머니 / 소년 1 / 시장의 부인 / 어릴 적의 시장
- 에일리언9 (애니맥스) - 히사카와 메구미 / 소년 1
- 내일은 축구왕 (애니맥스) - 고은비
- 진 샤프트 (애니맥스) - 미카 세이도
- 오토기조시 (애니맥스) - 미나모토 히카루
- 엑스 드라이버 OVA (애니박스) - 로나
- 인랑 (애니박스) - 아마미야 케이
- 공각기동대 - Stand alone complex (애니원)
- 더티페어 FLASH (투니버스) - 유리
- 버츄어 파이터 (어린이TV) - 파이 챈
- 직스 (퀴니) - 아담
- 무적로봇 레디우스 (VIDEO) - 세네카
- 라모네기사 (VIDEO) - 밀크 공주
- 이겨라! 얏타맨 (재능TV) - 유리
- 여신님! 작다는 건 편리해 (투니버스) - 스쿨드
- 쿵야쿵야 (KBS) - 양파쿵야
- 더그의 일기 (투니버스) - 패티
- 떴다! 방울이 (투니버스) - 방울이
- 바사라 (KBS) - 사라사
- 코라의 전설 (니켈로디언) - 카타라
- 전설의 총사 아스타 (재능TV) - 스노우 / 민수련 / 거울의 정령 / 마렌
- 대니 팬텀 (니켈로디언) - 샘
- 티니 와일드 (KBS) - 티니
- 토리코 (카툰네트워크) - 사프라 / 꽃사슴 여사
- 꼬마기차 추추 (KBS) - 추추
- 개구쟁이 형제 픽스와 팍시 (EBS) - 이리냐
- 그리스 로마 신화 전설의 수호자들 (EBS) - 페르세포네
- 꼬마거북 프랭클린 (EBS) - 울비
- 꼬마숙녀 스트로베리 (EBS) - 엔젤
- 리아의 수학놀이 (EBS) - 리아
- 베리 배리 크리스마스 (EBS) - 산타 할머니
- 별난 깜찍 수호천사 (EBS) - 티미
- 뽀롱뽀롱 뽀로로 (EBS) - 패티 @ 현재
- 세계명작동화 (EBS) - '아나스타샤'편 아나스타샤 / '엄지공주'편 엄지공주 / '왕자와 거지'편 에드워드 왕자 / '타잔'편 제인 포터, 어린 타잔
- 소피는 말썽꾸러기 (EBS) - 소피
- 스타게이트 (EBS) - 스테이시 보너
- 아이들이 사는 성 (EBS) - '답게? 답게!'편 왕자
- 야호 응가네 (EBS) - 보리
- 올란도 영웅전 (EBS) - 아부
- 용용나라로 떠나요 (EBS) - 에미
- 우리는 쌍둥이 (EBS) - 릴
- 잠의 요정 나일러스 (EBS) - 에이미
- 하얀 물개 (EBS) - 현주리
- 환상의 풍선여행 (EBS) - 이반
- 반요의 야샤히메 (애니박스) - 유가영
- 포켓몬스터 W (투니버스) - 빛나
- 헬로키티 (KBS) - 키티

### 외화

#### 전담배우
- 샌드라 불럭
  - 28일 동안 (MBC) - 그웬
  - 세례를 받다 (KBS) - 마리 제인
  - 네트 (KBS) - 안젤라
  - 당신이 잠든 사이에 (KBS) - 루시
  - 데몰리션 맨 (SBS) - 헉슬리
  - 머더 바이 넘버 (SBS) - 캐시 메이웨더
  - 미스 에이전트 (SBS, KBS) - 그레이시 하트
    - 미스 에이전트 2 (SBS) - 그레이시 하트

  - 스피드 (SBS) - 애니 포터
    - 스피드 2 (KBS) - 애니 포터

  - 이집트 왕자 (SBS) - 미리암
  - 크래쉬 (KBS) - 진 카봇
  - 타임 투 킬 (KBS) - 앨런
  - 투 윅스 노티스 (SBS) - 루시 켈슨
- 캐머런 디애즈
  - 미녀 삼총사 (SBS) - 나탈리 쿡
    - 미녀 삼총사 2 (SBS) - 나탈리 쿡

  - 베리 배드 씽 (SBS) - 로라 게러티
  - 애니 기븐 선데이 (SBS) - 크리스티나 패그니아시
  - 인비저블 서커스 (KBS) - 페이스
  - 피너츠 송 (SBS) - 크리스티나 월터스
- 밀라 요보비치
  - 레지던트 이블 2 (SBS) - 앨리스
  - 밀리언 달러 호텔 (KBS) - 엘로이즈
  - 잔 다르크 (SBS) - 잔 다르크
  - 히 갓 게임 (SBS) - 다코타
- 내털리 포트먼
  - 레옹 (KBS, SBS) - 마틸다
  - 스타워즈 에피소드 1,2 (KBS) - 파드메 아미달라 여왕 / 사베(키이라 나이틀리) / 보바 펫(다니엘 로건)
  - 천일의 스캔들 (KBS) - 앤 불린
  - 클로저 (KBS) - 앨리스
- 오드리 토투
  - 다빈치 코드 (KBS) - 소피 느뵈
  - 아멜리에 (KBS) - 아멜리 쁠랭
  - 좋은 걸 어떡해 (KBS) - 미셸
- 러네이 젤위거
  - 브리짓 존스의 일기 (KBS) - 브리짓 존스
  - 엠파이어 레코드 (KBS) - 지나
  - 청혼 (KBS) - 앤 아든
- 오드리 헵번
  - 로마의 휴일 (KBS) - 앤 공주
  - 전쟁과 평화 (KBS) - 나타샤
  - 티파니에서 아침을 (KBS) - 홀리

#### 드라마
- 꿈꾸는 소녀 에밀리 (EBS) - 에밀리 (마사 매카이작)
- 네버엔딩 스토리 (EBS) - 바스티안 벅스 (바렛 올리버)
- 대지의 기둥 (KBS) - 엘리애너 (헤일리 앳웰)
- 떴다! 트레이시 (어린이TV) - 트레이시
- 리벤지 (KBS) - 에밀리 (에밀리 밴캠프)
- 미티어 (KBS) - 오닐 (말라 소코로프)
- 셜록 시즌 3 (KBS) - 메리 모스턴 (어맨다 애빙턴)
- 심해원정대 오르페우스호 (KBS) - 프랜시스 (미니 드라이버)
- 우리친구 웨인 (EBS) - 바이올렛 (트레이시-루이즈 스미스)
- 위기의 주부들 (KBS) - 가브리엘 (에바 롱고리아)
- 오우삼의 미션 특급 (KBS) - 리 안 테이(샌드린 홀트)
- 의천도룡기 (KBS) - 주지약 (등취문)
- 컴퓨터 특공대 (SBS) - 시드
- 케빈은 12살 (KBS) - 위니 (대니카 매켈러)
- 트윈 픽스 (KBS)
- 판관 포청천 (KBS) - 오송이
- 프로파일러 (SBS) - 샘 워터스 (앨리 워커)
- 히어로즈 (SBS) - 니키 샌더스 (앨리 라터)
- 저 결혼 못하는 게 아니라, 안하는 겁니다 (채널J) - 타치바나 미야비 (나카타니 미키)
- 우러러보니 존귀한 (채널J) - 아리마 (이시이 안나)

#### 영화
- 사랑의 만화경 (SBS)
- 결전 (KBS) - 비봉 공주 (조미)
- 과거 속의 음모 (KBS) - 토리 (라라 플린 보일)
- 굿 윌 헌팅 (KBS) - 스카일라 (미니 드라이버)
- 미스 다이아몬드 (SBS) - 라나 (산드라 스피셰르트)
- 글루미 선데이 (KBS) - 일로나 (머로잔 에리커)
- 킬러의 보디가드 2 (KBS2) - 소니아 킨케이드 (살마 아예크)
- 까미유 끌로델 (KBS) - 까미유 (이자벨 아자니)
- 꼬마돼지 베이브 (KBS) - 베이브 (크리스틴 카바나)
- 나인 야드 2 (SBS) - 질 (어맨다 피트)
- 네티비티 스토리: 위대한 탄생 (KBS) - 마리아 (키샤 캐슬휴스)
- 다크니스 (KBS) - 레지나 (애나 패퀸)
- 대통령의 연인 (KBS) - 제니 (서맨사 마티스)
- 댈러웨이 부인 (KBS) - 샐리 (레나 헤디)
- 데블스 에드버킷 (KBS) - 매리앤 로맥스(샤를리즈 테론)
- 더 캣 (SBS) - 샐리 (다코타 패닝)
- 디어 마이 베이비 (KBS) - 조지나 (헤더 그레이엄)
- 럭키 넘버 슬레븐 (KBS) - 린지 (루시 류)
- 레드 바이올린 (KBS)
- 레드 플래닛 (SBS) - 바우먼 (캐리앤 모스)
- 록시 (MBC) - 딩키 (위노나 라이더)
- 리노의 하룻밤 (SBS) - 캔디 스웨이즈 (샤를리즈 테론)
- 리멤버 타이탄 (KBS) - 셰릴 요스트 (헤이든 패네티어)
- 마이 러브 (KBS) - 아우로라 (마리아 바랑코)
- 마지막 보이스카웃 (KBS) - 대리언 핼런백 (대니엘 해리스)
- 매치스틱 맨 (SBS) - 안젤라 (앨리슨 로먼)
- 매트릭스 (SBS) - 트리니티 (캐리앤 모스)
  - 매트릭스 2: 리로디드 (SBS) - 트리니티 (캐리앤 모스)
  - 매트릭스 3: 레볼루션 (SBS) - 트리니티 (캐리앤 모스)
- 머나먼 여정 (KBS) - 새시 (샐리 필드)
- 모스맨 (SBS) - 코니 밀스 (로라 리니)
- 못 말리는 가족 (KBS) - 플로라 (카롤리네 에케레츠)
- 뮬란 - 궁녀(원밍나)
- 미스언더스탠드 (SBS) - 파파야 (에번 레이철 우드)
- 미스터 베이스볼 (KBS) - 히로코 (타카나시 아야)
- 반지의 제왕: 두 개의 탑 (SBS) - 갈라드리엘 (케이트 블란쳇)
- 발렌타인 데이 (SBS) - 원더풀 (장백지)
- 방탄승 (SBS) - 제이드 (제이미 킹)
- 배트맨과 로빈 (SBS) - 배트걸 (얼리샤 실버스톤)
- 뱀파이어와의 인터뷰 (KBS) - 클로디아 (커스틴 던스트)
- 보이즈 앤 걸즈 (KBS) - 제니퍼 버로우스 (클레어 폴러니)
- 뷰티풀 마인드 (KBS) - 알리시아 내쉬 (제니퍼 코널리)
- 브랜단 & 트루디 (KBS) - 트루디 (플로라 몽고메리)
- 브리트니의 일상탈출 (EBS) - 나타샤 (브렌다 송)
- 블랙 아웃 (SBS) - 제시카 (애슐리 저드)
- 블레이드 3 (SBS) - 애비게일 (제시카 비엘)
- 비올라 키스 에브리바디 (SBS) - 비올라 (아시아 아르젠토)
- 비욘드 랭군 (MBC) - 로라 (퍼트리샤 아켓)
- 비커밍 제인 (KBS) - 제인 오스틴(앤 해서웨이)
- 사랑도 리콜이 되나요 (KBS) - 로라 (이벤 히엘)
- 사랑은 방울방울(KBS) - 아채(서기)
- 산타클로스 (KBS) - 찰리 (에릭 로이드)
- 섀도우 (KBS) - 멘카 (베스나 스타노제프스카)
- 세인트 (SBS) - 엠마 러셀(엘리자베스 슈)
- 센스 앤 센서빌리티 (KBS) - 매리앤 대시우드 (케이트 윈슬렛)
- 소림축구 (KBS) - 아매 (조미)
- 소공녀(KBS) - 라비니아의 친구(데이드레 게일)
- 스쿠비 두 (SBS) - 메리 제인(아일라 피셔)
- 스튜어트 리틀 (KBS) - 조지 (조너선 립니키)
  - 스튜어트 리틀 2 (KBS) - 조지 (조너선 립니키)
- 스파이더맨: 파 프롬 홈 - 베티(앵거리 라이스) / 빅토리아(클레어 던)
- 스파이더맨: 노 웨이 홈 - 베티(앵거리 라이스) / MIT 관리자(폴라 뉴섬)
- 스플래시 (KBS) - 술집 여성(로리 케슬러)
- 시네마 천국 (KBS) - 엘레나(아그네스 나노)
- 식스센스 (KBS) - 콜 셰어(헤일리 조엘 오스먼트)
- 신부와 편견 (KBS) - 랄리타 (아이쉬와라 라이)
- 썬더볼트 (KBS) - 에이미(원영의)
- 아메리칸 뷰티 (SBS) - 제인 (도라 버치)
- 아저씨 우리 결혼할까요? (SBS) - 요요 (채탁연)
- 애니 홀 (KBS) - 팜(셜리 듀발)
- 야연 (SBS) - 황후 완 (장쯔이)
- 어거스트 러시 (KBS) - 어거스트 러시 (프레디 하이모어)
- 어글리 우먼 (SBS) - 롤라 (엘리아 갈레라)
- 어페어 오브 더 넥클리스 (SBS) - 잔 드 발로아 (힐러리 스왱크)
- 에이 아이 (KBS) - 데이비드(헤일리 조엘 오스먼트)
- 엑시스텐즈 (KBS) - 알레그라(제니퍼 제이슨 리)
- 엠파이어 레코드 (KBS) - 지나(르네 젤위거)
- 연애사진 (SBS) - 시즈루 (히로스에 료코)
- 연인 (MBC) - 메이 (장쯔이)
- 오복성 (KBS) - 미미 (중추훙)
- 와사비 (SBS) - 유미(히로스에 료코)
- 와이드 어웨이크 (KBS) - 조슈아 (조셉 크로스)
- 우주 전쟁 (SBS) - 레이첼 (다코타 패닝)
- 웨이트 오브 워터 (KBS) - 마렌 (세라 폴리)
- 위대한 유산(KBS) - 에스텔라(기네스 팰트로)
- 위험한 관계 (KBS) - 세실 (우마 서먼)
- 육지금마 (SBS) - 담월화(유가령)
- 의천도룡기 (MBC) - 소소 (구숙정)
- 이브는 대단해 (EBS) - 이브 (타이라 뱅크스)
- 이중 노출 (KBS) - 로지 (캐스린 어브)
- 인 더 베드룸 (SBS) - 내털리 스트라우드 (머리사 토메이)
- 인썸니아 (SBS) - 엘리 버 (힐러리 스왱크)
- 인터폴 특명 (SBS) - 케이티 (파멜라 기들리)
- 임청하의 육지금마 (SBS) - 담월화 (유가령)
- 쥬만지 (KBS, SBS) - 주디 쉐퍼드 (커스틴 던스트)
- 채플린 (KBS) - 헤티 (모이라 켈리)
- 첩혈쌍웅 (KBS) - 제니 (엽청문)
- 최가박당 (KBS) - 하동시 (실비아 창)
  - 최가박당 3 (KBS) - 하동시 (실비아 창)
- 카라멜 (KBS) - 레얄 (나딘 라바키)
- 칼리의 열 번째 여름 (KBS) - 칼리 (마르틴 스튀르크)
- 컬러 오브 나이트 (KBS) - 로즈 (제인 마치)
- 컬러 퍼플 (KBS) - 젊은 셀리 (데스레타 잭슨)
- 크러쉬 (SBS) - 다리안 포레스터(얼리샤 실버스톤)
- 크리스마스 캐럴 (KBS) - 크리스마스 과거의 유령
- 키드 (KBS) - 러스티 (스펜서 브레슬린)
- 타락천사 (KBS) - 가흔 (리자신)
- 택시 (MBC) - 릴리 (마리옹 코티야르)
- 테일러 오브 파나마 (SBS) - 프란체스카 (캐서린 매코맥)
- 투게더 (KBS) - 혼자 사는 여자
- 트리거 이펙트 (SBS) - 애니(엘리자베스 슈)
- 트루 라이즈 (KBS) - 다나 태스커 (엘리자 두슈쿠)
- 파이널 디시전 (SBS) - 진 (핼리 베리)
- 패컬티 (KBS) - 딜라일라 (조더나 브루스터)
- 퍼블릭 에너미(KBS) - 빌리 프리쳇(마리옹 코티야르)
- 페어런트 트랩 (KBS) - 할리 파커 (린지 로언)
- 폭풍의 질주 (KBS) - 클레어(니콜 키드먼)
- 풀 몬티 (KBS)
- 하일복성 (KBS) - 여왕봉 (호혜중)
- 한 여름밤의 미소 (KBS) - 안 에게르만 (울라 야콥슨)
- 헐리우드 엔딩 (KBS) - 로리(데브라 메싱)
- 해리포터와 마법사의 돌 (SBS) - 헤르미온느 그레인저 (에마 왓슨)
  - 해리포터와 비밀의 방 (SBS) - 헤르미온느 그레인저 (에마 왓슨)
- 화성의 유령들 (KBS) - 멜라니 (너태샤 헨스트리지)
- 화이트 마사이 (KBS) - 카롤라 (니나 호스)
- 흑협 (SBS) - 트레이시 (막문위)
- 7월 4일생 (KBS) - 도나 (키라 세지윅)
- 7인의 독수리 (KBS)

### 극장용 애니메이션
- 명탐정 코난: 수평선상의 음모 - 인지나
- 아기공룡 둘리 - 얼음별 대모험 - 희동이
- 원피스 에피소드 오브 사보 (투니버스) - 어린 루피, 나미
- 원피스 12기 극장판 film Z - 나미
- 원피스 10기 극장판-스트롱 월드 - 나미
- 원피스 9기 극장판-에피소드 오브 쵸파 (투니버스) - 나미
- 원피스 8기 극장판-사막의공주와해적들 (투니버스) - 나미
- 원피스 7기 극장판-기계태엽성의 메카거병 (MOVIE) - 나미
- 원피스 6기 극장판-페스티벌남작과 비밀의섬 (투니버스) - 나미
- 원피스 5기 극장판-저주받은 성검  (투니버스) - 나미
- 원피스 필름 골드 - 나미
- 원피스 스페셜 1기: 루피 떨어지다! 신비한 바다의 배꼽 대탐험 - 나미
- 원피스 스페셜 2기: 드넓은 바다에 펼쳐라! 아빠의 커다란 꿈 - 나미
- 원피스 스페셜 3기: 지켜라 마지막 큰 무대 - 나미
- 원피스 스탬피드 - 나미
- 원피스: 로맨스 던 - 앤
- 게드전기 (MOVIE) - 테루
- 포카혼타스 2: 세상 밖으로 (MOVIE) - 포카혼타스
- 돼지코 아기 공룡 임피의 모험 (KBS) - 팽귄 핑
- 라이온 킹 2 (MOVIE) - 키아라
- 모노노케 히메 (MOVIE) - 산
- 뮬란 (MOVIE) - 파 뮬란
- 뮬란 2 (MOVIE) - 파 뮬란
- 미녀와 야수 2: 마법의 크리스마스 (MOVIE) - 벨
- 미녀와 야수 3: 벨의 마법의 세상 (MOVIE) - 벨
- 벼랑 위의 포뇨 (MOVIE) - 엄마(리
- 볼트 (MOVIE) - 미튼스 (고양이)
- 아기공룡 둘리 : 얼음별 대모험 (KBS) - 희동이
- 천공의 성 라퓨타 (MOVIE) - 시타
- 케로로 중사 극장판 1기 - 최종병기 키루루 (투니버스) - 강한별
- 케로로 중사 극장판 2기 - 심해의 프린세스 (투니버스) - 강한별
- 케로로 중사 극장판 3기 - 케로로 대 케로로 천공대결전 (투니버스) - 강한별
- 케로로 더 무비: 드래곤 워리어 (투니버스) - 강한별
- 케로로 더 무비: 기적의 사차원섬 (투니버스) - 강한별
- 철인사천왕 (SBS) - 나미
- 바비의 호두까기 인형 (SBS) - 클라라
- 바비의 백조의 호수 (투니버스) - 오데트
- 이집트 왕자 (SBS) - 머리엄
- 매직 스워드 (SBS) - 케일리
- 용이가 간다 (KBS) - 용이
- 유리가면 OVA (애니원) - 오유경
- 셀림의 선물 (KBS)
- 모모 (KBS) - 모모
- 아나스타샤 - 아나스타샤
- 체포하겠어 극장판 (애니맥스) - 츠지모토 나츠미
- 슬레이어즈 극장판 - 완전무결 (애니박스) - 리나 인버스
- 머나먼 시공 속에서 - 무일야 (애니박스) - 아카네
- 슬램덩크 극장판 (애니박스) - 채소연
- 포켓몬스터 DP 극장판 (재능TV) - 빛나 / 핑복
- 극장판 포켓몬스터 DP - 디아루가 VS 펄기아 VS 다크라이 - 빛나
- 뽀로로 극장판 슈퍼썰매 대모험 (MOVIE) - 패티
- 뽀로로 극장판 공룡섬 대모험 (MOVIE) - 패티
- 뽀로로 극장판 보물섬 대모험 (MOVIE) - 패티
- 뽀로로 극장판 바닷속 대모험 (MOVIE) - 패티
- 마징가 Z: 인피니티 (MOVIE) - 윤애리
- 비행기 (MOVIE) - 도티
- 숨바꼭질(KBS) - 히코라
- 극장판 올림포스 가디언 기간테스 대역습 - 헤르마, 아프로디테
- 아나스타샤 (KBS) - 아나스타샤 (멕 라이언/커스틴 던스트)
- 몬스터 패밀리 (MOVIE) - 엠마
- 나쁜 상사 (MOVIE) - 백혜미
- 주먹왕 랄프 2: 인터넷 속으로 (MOVIE) - 포카혼타스 / 뮬란

### DVD 애니메이션
- 크리스탈요정 지스쿼드 (2007년) - 채니

### 내레이션
- 주주클럽(KBS)
- 세계 걸작선(KBS)
- 희망 릴레이 챔피언(KBS)
- 미어캣의 모험 (MOVIE)
- 백년의 기업(KBS)
- 이뉴스 썬데이(TvN)
- 푸드 매거진 Eat(푸드 채널)
- 고향의 아침(KBS)
- 2TV 생생정보(KBS2)

### 게임
- 신세기 에반게리온 강철의 걸프렌드 - 소류 아스카 랑그레이
- 에이지 오브 미솔로지 - 아테나, 내레이션
- 창세기전 외전2 템페스트 - 엘리자베스 팬드래건
- 창세기전 III 파트 1 - 바이올라 헤이스팅스
- 맥워리어 - 내레이션
- 마리오넷 컴퍼니 - 내레이션
- 마그나카르타 진홍의 성흔 - 리스
- 삼국지 천명 2 - 손상향
- 엘소드 - 레나
- 오션 런너  - 흰동가리
- 타르타로스 온라인 - 핑코, 에르테일 은행, 무아, 마이어, 은의 장교
- 루니아 Z - 에이르
- 그랜드체이스 - 린
- 공박 - 안지수
- 스타크래프트2 - 모선
- 마그나카르타 2 - 세레스틴 로아
- 슬라이 쿠퍼 3: 최후의대도 - 카멜리타
- 소녀 마법사 레네트 - 레네트
- 디아블로3
- 건담전기 - 크리스티나 맥켄지
- 사이퍼즈 - 파문의 선율 리첼
- 바이오하자드: 타임 크라이시스 - 콘타리스
- 파이널 판타지 14 - 민필리아

### 방송
- 톡톡 이브닝(KBS)
- 제 17대 대통령 선거방송(YTN)
- 생방송 전국시대(청주MBC)
- TV비평 시청자데스크(KBS)

### 예고
- 미르모 퐁퐁퐁(SBS)

### 드라마
- 1996년 SBS 드라마스페셜 《8월의 신부》
- 무신 (MBC)
- 제3공화국 (MBC)
- 세 친구 (MBC)

### 라디오
- 환타지 특급 - 데로드 앤드 데블랑(KBS) - 사피엘라
- KBS 무대 10년(내 슬픈 기억의 집)(KBS)
- KBS 무대 10년(쌍둥이 남매)(KBS)
- KBS 무대 10년(파타야에서 생긴 일)(KBS)
- KBS 라디오 극장 10년(정의공주)(KBS)
- KBS 라디오 극장(채홍)(KBS) - 순빈 봉씨
- 소설극장(북벌)(KBS)
- 라디오 독서실
- 야해[夜海] 드라마 CD - 신데렐라는 죽었다 - 이지윤 役

## 수상 경력
- 1989년 KBS 성우 여자 신인 인기상
- 2000년 최우수 외화 연기상
- 2005년 KBS라디오 연기상 우수상
- 2010년 제16대 신지식인상 (문화 예술 부문)
- 2013년 한국 PD 대상

## 같이 보기
- 한국방송 성우극회